# Крылья ночи (фильм)
«Крылья ночи»  — российская мелодрама 1916 года. Премьера состоялась 29 ноября 1916 года. Другое название —  «Кровь вакханки». Фильм не сохранился.
В 1921 году во Франции А. Уральским был снят ремейк фильма под названием «Возвращение» («За монастырской стеной»).

## В ролях
- З. Богданова  — послушница монастыря, затем любовница и жена художника
- К.  Горин (Константин Зубов) — Губерт, художник
- Владимир Стрижевский  — Пьер, его друг, позирующий для его картин

## Сюжет
Сюжет заимствован из романа Ги де Мопассана. Сюжет изложен в журнале «Вестник кинематографии» (1916).
Молодой художник Губерт получил приглашение реставрировать стенную живопись в старинном монастыре. Там  Губерт встретился с молодой девушкой, готовящейся уйти в монастырь. Влюбившийся Губерт убедил её отказаться от своего намерения. Девушка согласилась стать его женой.
Прошло два года. Губерт стал известным художником. Он задумал написать большую картину, для которой его жена должна позировать ему вместе с его другом Пьером. Художник заметил увлечение жены Пьером. Он вызвал того на дуэль. Чувствуя себя виноватой, женщина поняла, как глубока её любовь к мужу. Дуэль окончилась благополучно и вернувшийся невредимым Губерт примиряется с женой.

## Критика
Рецензент журнала «Проектор» отмечал, что фильм создан под влиянием фильма «Огонь» Дж. Пастроне. Он писал, что  «у г. Уральского  есть понимание экранной живописи, он умеет органически сливать декоративный элемент кинопьесы с развивающимся действием» и что «надо признать в картине ценность новых исканий и новых достижений».
Историк кино Вениамин Вишневский оценил фильм следующим образом: «Заслуживающая внимания постановка; интересна режиссёрской и актёрской работой».